# Janna Michaels
Janna Michaels född 1983, är en amerikansk barnskådespelare som medverkade i ett flertal filmer, som  Doktor Quinn och Startrek men avslutade sin skådespelarkarriär 1997.

## Filmografi (urval)
- Luftens hjältar - Molly Cunningham (svensk röst, Mia Kihl och Elina Raeder)